# Dichlor trioxide
Dichlor triOxide, Cl2O3, là một Oxide của chlor. Nó là một chất rắn màu nâu sẫm được phát hiện vào năm 1967, có thể nổ thậm chí dưới 0 ℃. Nó được hình thành do quá trình quang phân ở nhiệt độ thấp của ClO2 và được tạo thành cùng với Cl2O6, Cl2 và O2. Cấu trúc của nó được cho là OCl−ClO2 với một đồng phân có thể có như Cl−O−ClO2. Đồng phân có cấu trúc OCl–O–ClO sẽ là anhydride của acid chlorrơ.